# 2023年世界水泳選手権アメリカ領ヴァージン諸島選手団
2023年世界水泳選手権アメリカ領ヴァージン諸島選手団は、2023年7月14日から7月30日まで日本の福岡で開催された第20回世界水泳選手権のアメリカ領ヴァージン諸島選手団、およびその競技結果。

## 選手団
- 人員: 選手 3人

## 選手名簿・結果
| 選手                       | 種目              | 予選      | 予選 | 準決勝   | 準決勝   | 決勝     | 決勝     |
| 選手                       | 種目              | 結果      | 順位 | 結果     | 順位     | 結果     | 順位     |
| -------------------------- | ----------------- | --------- | ---- | -------- | -------- | -------- | -------- |
| マクシミリアン・ウィルソン | 男子50m背泳ぎ     | 26秒62    | 43位 | 予選敗退 | 予選敗退 | 予選敗退 | 予選敗退 |
| マクシミリアン・ウィルソン | 男子100m背泳ぎ    | 56秒65    | 40位 | 予選敗退 | 予選敗退 | 予選敗退 | 予選敗退 |
| エイドリアル・サネス       | 男子200m平泳ぎ    | 2分22秒20 | 38位 | 予選敗退 | 予選敗退 | 予選敗退 | 予選敗退 |
| エイドリアル・サネス       | 男子50mバタフライ | 25秒28    | 60位 | 予選敗退 | 予選敗退 | 予選敗退 | 予選敗退 |
| ナタリア・カイパーズ       | 女子200m自由形    | 2分12秒60 | 56位 | 予選敗退 | 予選敗退 | 予選敗退 | 予選敗退 |
| ナタリア・カイパーズ       | 女子400m自由形    | 4分38秒00 | 40位 | -        | -        | 予選敗退 | 予選敗退 |